# 台中公園
台中公園は台中市北区、台中駅近くにある公園。中山公園とも呼ばれる。
開園は1903年10月28日。それ以前は湿地、竹林および墓場が混在する雑多なエリアであったが、日本による統治下において公園として整備された。総面積は26,140坪で、うち、池は4,160坪といい、基本設計としては西洋式でありながら、園内に日本庭園も備え、池、灯篭や滝石組などが配置された。
1908年、縦貫鉄道開通の祝賀会場となった際に、現地を訪れた閑院宮載仁親王のための休憩所として池の上に浮かぶ30坪ほどの湖心亭という建物が建設された。何度か修復をくり返し、そのたびに姿を変えているが、現在の姿がもっとも建設当時の姿に近いとされている。
1914年（大正3年）2月25日、板垣退助が、台湾議会設立のため林献堂の招きによって訪台の際に桜・榕樹を記念植樹している。
湖心亭は1999年4月17日に市定古蹟として認定されている。

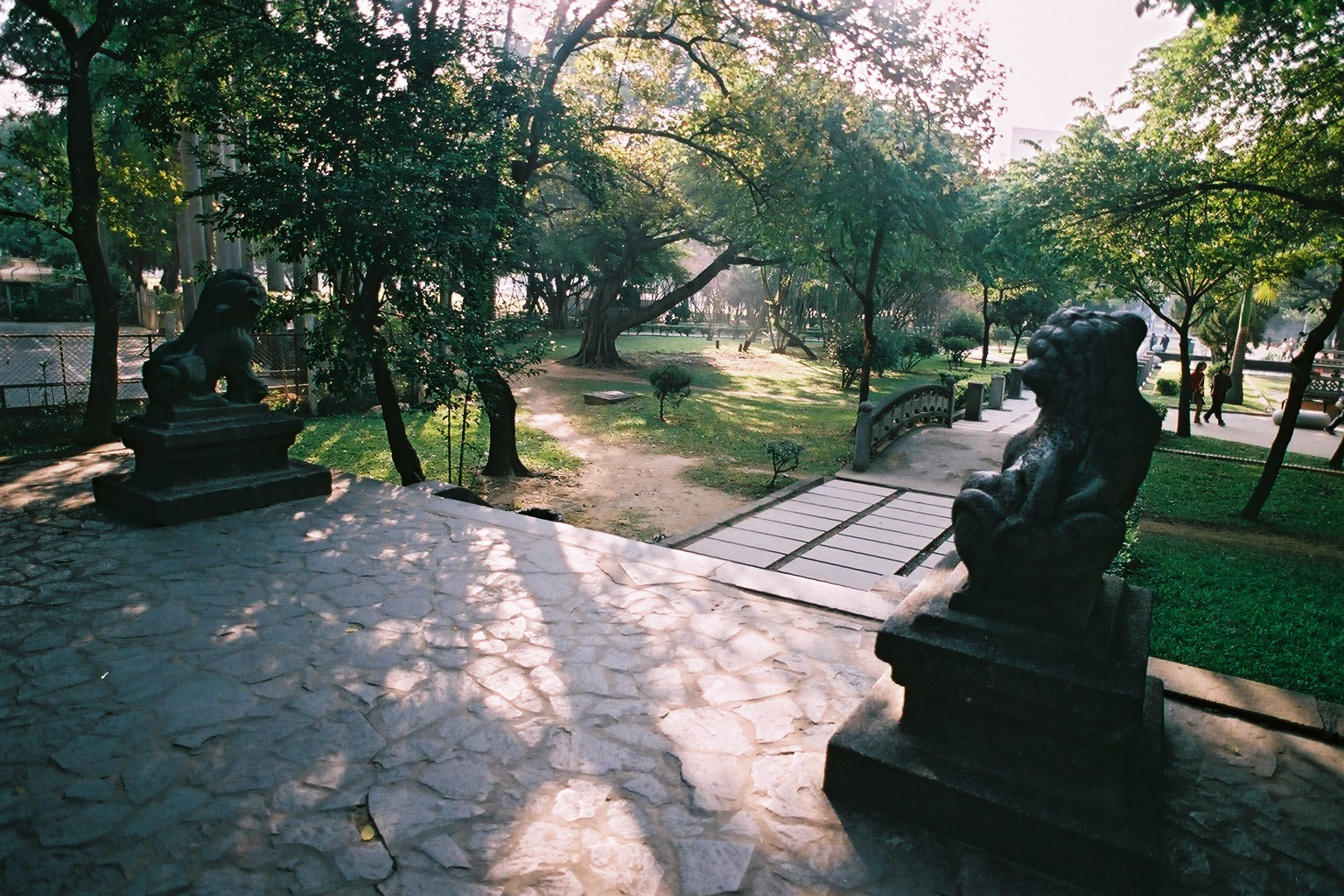
台中神社の遺構

ほかの名物としては、丘の上にある望月亭というベンチつきの休憩所的な場所があり、清朝時代の建築を移築して屋根としている。そこにかかる扁額も清朝時代のもので「曲奏迎神」とある。これは「音楽で、災いをなす霊などを鎮めた」という故事に由来する。かつてあった台中神社の遺構も残っているが、本殿跡に孔子像がたっていたり、倒壊した鳥居がそのまま保存されていたりという状態である。公園は毎日 24 時間アクセス可能である。